# Sáo đuôi dài
Sáo đuôi dài (danh pháp hai phần: Mino kreffti) là một loài chim thuộc Họ Sáo. Loài này phân bố ở quần đảo Bismarck và phía bắc quần đảo Solomon. Chúng giống như sáo mặt vàng, và hai loài này trước đây là xem là cùng loài.
Tên khoa học của chúng được đặt theo tên nhà động vật học và cổ sinh vật học Úc Gerard Krefft.

## Mô tả
Đây là một loài sáo rất lớn, chiều dài 29–32 cm, với bộ lông màu đen bóng tím. Bộ lông có các mảng màu da cam sáng, màu vàng của da trần quanh từng mắt. Chúng thường có bụng màu vàng và các đốm cánh trắng, rõ ràng khi bay. Đít và dưới cánh có màu trắng và mỏ màu vàng sáng.

## Hành vi
Sáo đuôi dài làm tổ trong lỗ cây, thường là trong cây cọ. Những quả trứng màu xanh nhạt với những mảng màu đỏ hoặc các điểm màu xám.
Loài sáo này sống trên cây, và được tìm thấy một mình hoặc theo cặp trong vùng đồng bằng mở rừng và trồng rừng. Nó ăn chủ yếu vào trái cây và quả mọng. Chúng là một loài dễ thấy và ca hát với tiếng huýt và tiếng quác phạm vi rộng.